# USAC-Saison 1972
Die USAC-Saison 1972 war die 51. Meisterschaftssaison im US-amerikanischen Formelsport. Sie begann am 18. März in Phoenix und endete am 4. November ebenfalls in Phoenix. Joe Leonard sicherte sich wie im Vorjahr den Titel.

## Rennergebnisse
| Nr. | Datum         | Veranstaltung (Rennstrecke)                                      | Meilen | Sieger            | Siegerteam           |
| --- | ------------- | ---------------------------------------------------------------- | ------ | ----------------- | -------------------- |
| 1   | 18. März      | Jimmy Bryan 150 (Phoenix International Raceway)                  | 150    | Bobby Unser       | Eagle-Offenhauser    |
| 2   | 23. April     | Trentonian 200 (Trenton International Speedway)                  | 201    | Gary Bettenhausen | McLaren-Offenhauser  |
| 3   | 27. Mai       | International 500 Mile Sweepstakes (Indianapolis Motor Speedway) | 500    | Mark Donohue      | McLaren-Offenhauser  |
| 4   | 04. Juni      | Rex Mays Classic (The Milwaukee Mile)                            | 150    | Bobby Unser       | Eagle-Offenhauser    |
| 5   | 16. Juli      | Michigan 200 (Michigan International Speedway)                   | 200    | Joe Leonard       | Parnelli-Offenhauser |
| 6   | 29. Juli      | Schaefer 500 (Pocono International Raceway)                      | 500    | Joe Leonard       | Parnelli-Offenhauser |
| 7   | 13. August    | Tony Bettenhausen 200 (The Milwaukee Mile)                       | 200    | Joe Leonard       | Parnelli-Offenhauser |
| 8   | 03. September | California 500 (Ontario Motor Speedway)                          | 500    | Roger McCluskey   | McLaren-Offenhauser  |
| 9   | 24. September | Trenton 300 (Trenton International Speedway)                     | 300    | Bobby Unser       | Eagle-Offenhauser    |
| 10  | 04. November  | Best Western 150 (Phoenix International Raceway)                 | 150    | Bobby Unser       | Eagle-Offenhauser    |

## Fahrer-Meisterschaft (Top 10)
| 1. | Joe Leonard      | 3460 |
| 2. | Bill Vukovich II | 2200 |
| 3. | Roger McCluskey  | 1970 |
| 4. | Al Unser         | 1800 |
| 5. | Mark Donohue     | 1720 |

| 6.  | Mike Hiss         | 1665 |
| 7.  | Johnny Rutherford | 1620 |
| 8.  | Bobby Unser       | 1500 |
| 9.  | Sam Sessions      | 1440 |
| 10. | Mike Mosley       | 1250 |